# カハ・セゴビアFS
カハ・セゴビアFS（スペイン語: Caja Segovia Fútbol Sala）は、スペイン・カスティーリャ・イ・レオン州セゴビア県セゴビアに拠点を置いていたフットサルクラブ。1985年に創設され、2,800人収容のパベジョン・ペドロ・デルガドをホームアリーナとしていたが、2013年に解散した。2013年には後継クラブのセゴビア・フットサルが設立された。

## 歴史

### カハ・セゴビアFS
コパ・デ・エスパーニャでは1997-98シーズンに初優勝し、1999-2000シーズンまで3連覇した。1998-99シーズンのレギュラーシーズンは3位だったが、プレーオフではエルポソ・ムルシアFS、カスティーリャ＝ラ・マンチャFS、FSガルシアを下し、プリメーラ・ディビシオンで初優勝した。1999-2000シーズンには地元セゴビアで開催されたフットサルヨーロッパクラブ選手権に出場し、決勝ではイタリアのASローマ・フットサルを下して優勝した。2000年にはヨーロッパ王者としてFIFAインターコンチネンタル・フットサルカップに出場し、決勝ではブラジルのアトレチコ・ミネイロを下して優勝した。過去4大会はブラジル勢が3大会で優勝、ロシア勢が1大会で優勝しており、スペインのクラブとして初の世界王者となった。
24シーズンをプリメーラ・ディビシオンで戦った。しかし2013年には2013-14シーズンのリーグ登録料を支払うことができず、セグンダ・ディビシオンへの強制降格処分を受けたことから、カハ・セゴビアFSからCDラ・エスクエラに改称した。2013年8月、カハ・セゴビアFSは巨額の負債のために解散した。

### セゴビア・フットサル
同年には後継クラブとしてセゴビア・フットサルが設立されており、初年度の2013-14シーズンはセグンダ・ディビシオンに所属した。2016-17シーズンはセグンダ・ディビシオンで2位となり、プリメーラ・ディビシオン昇格を決めた。

## タイトル

### 国内大会
- プリメーラ・ディビシオン (1) : 1998-99
- コパ・デ・エスパーニャ (3) : 1997-98, 1998–99, 1999-00
- スーペルコパ・デ・エスパーニャ (3) : 1998, 1999, 2000

### 国際大会
- フットサルヨーロッパクラブ選手権（英語版） (1) : 1999-00
- FIFAインターコンチネンタル・フットサルカップ (1) : 2000

## 成績

### カハ・セゴビアFS
| シーズン | 部  | リーグ   | 順位 | 備考                                                                               |
| -------- | --- | -------- | ---- | ---------------------------------------------------------------------------------- |
| 1989–90  | 1部 | オノール | 3位  |                                                                                    |
| 1990–91  | 1部 | オノール | 4位  |                                                                                    |
| 1991–92  | 1部 | オノール | 3位  |                                                                                    |
| 1992–93  | 1部 | オノール | 3位  |                                                                                    |
| 1993–94  | 1部 | オノール | 7位  |                                                                                    |
| 1994–95  | 1部 | オノール | 4位  |                                                                                    |
| 1995–96  | 1部 | オノール | 8位  |                                                                                    |
| 1996–97  | 1部 | オノール | 9位  |                                                                                    |
| 1997–98  | 1部 | オノール | 1位  | コパ・デ・エスパーニャ優勝                                                         |
| 1998–99  | 1部 | オノール | 3位  | スーペルコパ・デ・エスパーニャ優勝 コパ・デ・エスパーニャ優勝                      |
| 1999–00  | 1部 | オノール | 2位  | スーペルコパ・デ・エスパーニャ優勝 コパ・デ・エスパーニャ優勝 欧州クラブ選手権優勝 |
| 2000–01  | 1部 | オノール | 6位  | スーペルコパ・デ・エスパーニャ優勝 インターコンチネンタルカップ優勝                |

| シーズン | 部  | リーグ     | 順位          | 備考 |
| -------- | --- | ---------- | ------------- | ---- |
| 2001–02  | 1部 | オノール   | 7位           |      |
| 2002–03  | 1部 | オノール   | 7位           |      |
| 2003–04  | 1部 | オノール   | 9位           |      |
| 2004–05  | 1部 | オノール   | 12位          |      |
| 2005–06  | 1部 | オノール   | 9位           |      |
| 2006–07  | 1位 | オノール   | 6部           |      |
| 2007–08  | 1部 | オノール   | 9位           |      |
| 2008–09  | 1部 | オノール   | 7位           |      |
| 2009–10  | 1部 | オノール   | 3位           |      |
| 2010–11  | 1部 | オノール   | 6位           |      |
| 2011–12  | 1部 | プリメーラ | 4位 / ベスト4 |      |
| 2012–13  | 1部 | プリメーラ | 4位 / ベスト4 |      |

### セゴビア・フットサル
| シーズン | 部  | リーグ     | 順位 | 備考 |
| -------- | --- | ---------- | ---- | ---- |
| 2013–14  | 2部 | セグンダ   | 10位 |      |
| 2014–15  | 2部 | セグンダ   | 6位  |      |
| 2015–16  | 2部 | セグンダ   | 6位  |      |
| 2016–17  | 2部 | セグンダ   | 2位  | 昇格 |
| 2017–18  | 1部 | プリメーラ |      |      |